# Amilcar Compound
La Compound è un'autovettura di fascia medio-bassa prodotta tra il 1938 ed il 1939 dalla casa francese Amilcar.

## Storia e profilo
La Compound rappresentò forse la tappa più cruciale nella storia della Casa di Saint-Denis: prima di tutto si trattò dell'ultimo modello di Amilcar prodotta; in secondo luogo, fu il primo ed unico modello commercializzato dopo l'acquisizione da parte della Hotchkiss; infine, fu la sola Amilcar a montare soluzioni innovative come il telaio monoscocca, la trazione anteriore e le sospensioni a ruote indipendenti sia anteriormente che posteriormente.
La Compound fu offerta in due versioni: la B38, equipaggiata da un motore a 4 cilindri da 1185 cm³, con distribuzione a valvole laterali, in grado di erogare una potenza massima di 33 CV.
La seconda versione era invece la B67, che montava un più moderno 4 cilindri in linea della cilindrata di 1340 cm³ e con distribuzione a valvole in testa.
Il cambio era a 4 marce.
La velocità massima era compresa tra i 100 ed i 120 km/h.
La produzione verrà interrotta nel 1939 con lo scoppio della Seconda guerra mondiale, e la produzione dell'Amilcar non verrà mai più ripresa.